# Lista över städer i Saarland
Här listas alla orter i det tyska förbundslandet Saarland  som har eller har haft stadsprivilegier.
| Stad                  | Distrikt (Kreis) 2006 | Stad sedan | Folk- mängd 2006 |
| --------------------- | --------------------- | ---------- | ---------------- |
| Bexbach               | Saar-Pfalz            | 1970       | 19 008           |
| Blieskastel           | Saar-Pfalz            | 1773       | 24 429           |
| Dillingen an der Saar | Saarlouis             | 1949       | 21 328           |
| Friedrichsthal        | Saarbrücken           | 1969       | 11 366           |
| Homburg (Saar)        | Saarpfalz-Kreis       | 1330       | 44.679           |
| Lebach                | Saarlouis             | 1977       | 21.006           |
| Merzig                | Merzig-Wadern         | 1332       | 30.930           |
| Neunkirchen (Saar)    | Neunkirchen           | 1922       | 49.783           |
| Ottweiler             | Neunkirchen           | 1857       | 15.578           |
| Püttlingen            | Saarbrücken           | 1968       | 20.900           |
| Saarbrücken           | Saarbrücken           | 1321       | 179.000          |
| Saarlouis             | Saarlouis             | 1680       | 38.372           |
| Sankt Ingbert         | Saarpfalz-Kreis       | 1829       | 38.798           |
| Sankt Wendel          | Sankt Wendel          | 1332       | 27.043           |
| Sulzbach (Saar)       | Saarbrücken           | 1946       | 18.204           |
| Völklingen            | Saarbrücken           | 1937       | 40.794           |
| Wadern                | Merzig-Wadern         | 1978       | 17.006           |

## Lista över tidigare städer i Saarland
| Stad             | Distrikt (Kreis) 2006 | Stad sedan-till | Folk- mängd 2006 | Anmärkning              |
| ---------------- | --------------------- | --------------- | ---------------- | ----------------------- |
| Dudweiler        | Saarbrücken           | 1962-1973       | 28.980           | blev del av Saarbrücken |
| Malstatt-Burbach | Saarbrücken           | 1875-1909       |                  | blev del av Saarbrücken |
| Sankt Johann     | Saarbrücken           | 1321-1909       |                  | blev del av Saarbrücken |
| Wallerfangen     | Saarlouis             | -               | 9.676            | blev kommun             |